# Lac de Clarabide
Pour les articles homonymes, voir Clarabide (homonymie).
Le lac de Clarabide, anciennement glacier de Clarabide, est un lac pyrénéen français situé administrativement dans la commune de Loudenvielle dans le département des Hautes-Pyrénées en région  Occitanie.
Le lac a une superficie de 8,5 ha pour une altitude de 2 648 m.

## Géographie
Il se trouve dans le sud-est du département français des Hautes-Pyrénées proche de la Haute-Garonne et de la frontière franco-espagnole.
 
Il est dans le vallon d'Aygues Tortes coincé par la Montagne de Pouchergues au nord et la muraille des sommets de Clarabide au sud.
 
Il se situe entre la fourche de Clarabide, les pics de Clarabide et le pic Saint-Saud.

### Topographie
|                                | Col de Pouchergues | Pic Saint-Saud (3 003 m)                                                |
|                                | lac de Clarabide   | Pic des Gourgs Blancs (3 129 m) Port supérieur de Pouchergues (2 921 m) |
| Fourche de Clarabide (2 856 m) |                    | Pic de Clarabide (3 020 m)                                              |

## Histoire
En 1882, Henry Russell décrit un glacier : le lac n'existe pas encore. En 1906, Aymar de Saint-Saud le visite et décrit un lac, surmonté d'un glacier de cent mètres de haut. Depuis la fin du XXe siècle, le glacier n'existe plus. 
Il semblerait d'après les témoignages et photos de Henry Russell, Aymar de Saint-Saud et Ludovic Gaurier, que le lac soit apparu vers 1900 à la suite du recul du glacier de Clarabide. Durant le XXe siècle, le lac s'est agrandi en prenant progressivement la place du glacier. Au début des années 1980, il ne subsistait plus du glacier qu'une plaque de glace accrochée à la falaise du pic Clarabide. Durant les années 1990, le glacier a complètement disparu.
De nos jours, même si le lac est couvert de glace la plus grande partie de l'année, celle-ci disparaît en général complètement au mois d'août.

## Protection environnementale
Le lac fait partie d'une zone naturelle protégée, classée ZNIEFF de type 2 : vallée du Louron.

## Voies d'accès
Il faut prendre l’itinéraire du lac de Caillauas au départ du Pont de Prat à la centrale hydro-électrique de Tramezaygues, il faut traverser les gorges de Clarabide par un chemin très escarpé jusqu'à la construction d'un chemin plus sûr construit par les Ponts et Chaussées, et rejoindre le refuge de la Soula. Après le lac de Caillauas continuer sur le vallon des Gourgs Blancs et passer le lac des Isclots pour contourner la muraille de la Lègnes de Pouchergues.